# Kapostüskevár megállóhely
Kapostüskevár megállóhely egy Somogy vármegyei vasúti megállóhely Kaposvár városában. A megálló területe és létesítményei állami (MÁV)  tulajdont képeznek, viszont az üzemeltetési, kezelési feladatokat megállapodás alapján a  Verebélÿ László Vasúttörténeti Egyesület látja el.
A megálló a megyeszékhely nyugati, Tüskevár nevű városrészének délkeleti szélén helyezkedik el, közúti elérését csak városi utak biztosítják.

## Története
A megállóhely Kaposvár-Tüskevár Vásártér néven létesült 1896-ban, elsősorban kaposmérői, kaposújlaki és bárdi lakosok kérésére, a Kaposvár–Fonyód-vasútvonal megnyitásával. Az 1950-es években felépült a közeli textilgyár, így a megálló 1956-ban a Kaposvár-Textilművek nevet kapta. Mai elnevezését 2001 óta viseli a lakók kérésére, bár ők eleinte a Kaposvár-Tüskevár nevet szerették volna, de a Veszprém vármegyében található Tüskevár vasútállomás miatt ez utóbbi név nem kapott jóváhagyást.
A jelenlegi felvételi épületet 1983-ban kezdték el építeni, annak átadására 1985-ben került sor. Benne a Verebélÿ László Vasúttörténeti Egyesület vasúttörténeti kiállítást rendezett be, ami előzetes telefonos bejelentkezéssel (30/244-8188), de általában szombatonként 15 és 18 óra között látogatható. Az állandó kiállításon a magyar vasúton szolgáló mozdonyok, motorvonatok és motorkocsik fényképei mellett megtekinthető egy H0-s rendszerű terepasztal is, amelyen a MÁV vonatainak kicsinyített másai járnak. Emellett megtekinthetők különböző vasúti egyensapkák és egyenruhák, pálya- és járműalkatrészek, mozdony- és kocsigyártási, illetve tájékoztató- és iránytáblák is, valamint lámpák, oklevelek, utazási igazolványok, menetrendkönyvek, utasításkönyvek és egyéb, a vasút témájával foglalkozó kiadványok is.
2016. július 16-án az egyesület emléktáblát avatott a felvételi épület falán, annak emlékére, hogy 120 évvel azelőtt, 1896-ban nyílt meg a Kaposvár–Fonyód-vasútvonal.

## Vasútvonalak
A megállóhelyet az alábbi vasútvonalak érintik:
- Kaposvár–Fonyód-vasútvonal

## Kapcsolódó állomások
A megállóhelyhez az alábbi állomások vannak a legközelebb:
- Kaposfüred vasútállomás (Kaposvár–Fonyód-vasútvonal)
- Kaposvár vasútállomás (Kaposvár–Fonyód-vasútvonal)

## Forgalom
| Járat              | Útvonal | Gyakoriság |
| ------------------ | --- | ---------- |
| személyvonat       | Fonyód – Pusztaberény – Lengyeltóti – Tatárvár – Öreglak – Somogyvár – Pamuk – Osztopán – Somogyjád – Várda – Kaposfüred – Kapostüskevár – Kaposvár | Napi 5 pár |
| Helikon InterRégió | Győr – Győr-Gyárváros – Győrszabadhegy – Gyömöre-Tét – Szerecseny – Vaszar – Pápa – Celldömölk – Jánosháza – Sümeg – Tapolca – Balatonederics – Balatongyörök – Vonyarcvashegy – Gyenesdiás – Keszthely – Balatonszentgyörgy – Balatonberény – Balatonmáriafürdő – Balatonfenyves alsó – Balatonfenyves – Alsóbélatelep – Bélatelep – Fonyód – Lengyeltóti – Öreglak – Somogyvár – Pamuk – Osztopán – Somogyjád – Kapostüskevár – Kaposvár (hétvégén 1-2 pár tovább: – Dombóvár alsó – Sásd – Szentlőrinc – Pécs) | 2 óránként |
| Helikon InterRégió | Tapolca – Raposka – Balatonederics – Becehegy – Balatongyörök – Vonyarcvashegy – Gyenesdiás – Alsógyenes – Keszthely – Balatonszentgyörgy – Balatonberény – Balatonmáriafürdő – Balatonfenyves alsó – Balatonfenyves – Alsóbélatelep – Bélatelep – Fonyód – Lengyeltóti – Öreglak – Somogyvár – Pamuk – Osztopán – Somogyjád – Kapostüskevár – Kaposvár | Napi 1 pár |